# Black & White 2
Black & White 2 erschien in Europa am 13. Oktober 2005 für den PC und am 28. November 2014 für Mac OS X.
2006 erschien die Erweiterung Battle of the Gods. Es führt die Geschichte der Azteken fort und liefert neue Tiere und Gebäude.

## Handlung
Der Gott der Griechen, den man von nun an spielt, wird durch ein Gebet eines Bewohners Griechenlands erschaffen. Die Griechen verloren einen Krieg gegen die Azteken. Diese haben die Wikinger und die Japaner unterworfen. Der Spieler startet auf einer kleinen Insel, in der der Spieler seine Kreatur (Affe, Wolf, Kuh oder Löwe) wählt und die Steuerungselemente kennenlernt. Danach reist man in das Land der Griechen. Die Azteken greifen die Stadt der Griechen an. Der Spieler rettet einige Bewohner vor der Ermordung durch die Azteken. Die Kreatur der Azteken beschwört zwei Vulkane und die restlichen Griechen sterben. Man reist zu verschiedenen Inseln, um Unterstützung gegen die Azteken zu erhalten:
- Insel der Wikinger: Die Wikinger besitzen eine kleinere Insel. Sie sind eher friedfertig und greifen nur selten an. Ein Häuptling führt sie an. Die Insel der Wikinger ist sehr fruchtbar und von Bergen durchzogen. Hat man die Wikinger durch beeindruckende Bauten in seine Stadt gelockt oder sie durch militärische Angriffe in die Knie gezwungen, schließen sich diese den Griechen an.

- Inseln der Japaner: Die Japaner sind als eher kriegerisches Volk einzustufen, setzen ihre Armeen jedoch nicht geschickt ein. Sie werden von zwei Brüdern angeführt. Die Inseln der Japaner sind relativ groß und bieten in etwa die Fruchtbarkeit der Insel der Wikinger. Hat man die Inseln der Japaner friedvoll oder militärisch eingenommen, schließen sich auch diese den Griechen an.

- Inseln der Azteken: Die Azteken sind ein sehr kriegerisches Volk. Sie besitzen große Armeen und setzen diese klüger ein als die Japaner. Ihre Inseln sind karg, und Nahrungs- und Holzanbau gelingt nur in sehr kleinen Teilen der Inseln. Ihre Hauptinsel ist militärisch stark geschützt. Sie kann praktisch nur auf militärischem Weg erobert werden.

Ist die Hauptinsel der Azteken gefallen, sieht man in der Extro-Sequenz, wie ein Azteke, ähnlich wie die Griechen, ein Gebet in den Himmel richtet. Danach stürzt ein kleiner Meteor auf die Insel. Die Azteken haben nun ebenfalls einen Gott, der im Add-on „Battle of Gods“ in Erscheinung tritt. Nach der Extro-Sequenz startet man wieder auf der Insel der Wikinger. Gekaufte Gebäude und die Fähigkeiten sowie Gesinnung der Kreatur bleiben erhalten.

## Spielprinzip
In dem Spiel dient Tribut als Zahlungsmittel, um Gebäude, Wunder und weitere Inhalte freizuschalten. Tribut kann man unter anderem durch die Erfüllung von Aufgaben und das Lösen von Rätseln erhalten, welche durch silberne und goldene Schriftrollen in der Welt angeboten werden. Als weitere Ressource dient Mana zur Beschwörung von Wundern und Zaubern. Mana kann durch Gebete von Bewohnern oder auch durch Menschenopfer gewonnen werden. Je nachdem, wie Aufgaben gelöst werden, tendiert die Einstufung des Spielers zu einem guten, oder einem bösen Gott. Neben optischen Veränderungen der Spielwelt und des Mauszeigers, einer Hand, hat dies auch Auswirkungen auf praktische Spielelemente.
Wird der Spieler als guter Gott eingestuft, so sollte man darauf achten, Gebäude variierend zu platzieren. Je besser diese Variation ist, desto glücklicher sind die Menschen. Sie bewegen sich dann schneller und erledigen ihre Arbeit effizienter. Auf den öffentlichen Gebäuden wachsen Kletterpflanzen, und es entstehen Wasserspiele auf den Dächern. Der Boden wird optisch aufgehellt. Als böser Gott sind Gebäudevariationen nicht von besonderer Bedeutung. Der Bau von Gebäuden zur Stärkung der Bevölkerung und für die Nahrungsversorgung der Armee stehen im Mittelpunkt. Die Stadt wirkt optisch eher trist und der Boden der Stadt wird von sehr kleinen Lavaflüssen durchzogen.
Wunder und Zauber können vom Spieler nur in seinem eigenen Einflussbereich gewirkt werden, welcher durch ein grünes Band begrenzt ist. Auch können nur innerhalb dieser Grenze neue Gebäude errichtet werden, während Mauern jedoch auch außerhalb des kontrollierten Gebietes enden dürfen. Um den Einflussbereich zu erweitern, ist es möglich, mit einer Armee andere Siedlungen zu erobern oder diese durch Wunder und die Erfüllung von Aufgaben so stark zu beeindrucken, so dass sie sich einem freiwillig anschließen. Die Einstufung des Spielers als guter oder böser Gott bestimmt hierbei nicht zwangsläufig die bevorzugte Handlungsweise bei der Erweiterung. Ein guter Gott kann auch mit Truppen sein Gebiet erweitern, sowie ein böser Gott durch Beeindrucken neue Siedlungen gewinnen, auch wenn dies der repräsentierten Mentalität des Gottes eigentlich widerspricht.
Zaubersprüche und Wunder verbrauchen bei ihrer Anwendung Mana, was eine zu intensive Verwendung verhindert. Durch Menschenopfer am eigenen Altar ist es möglich, in verhältnismäßig kurzer Zeit viel Mana zu generieren, jedoch geht dies mit einer starken Tendenz zu einer bösen Gottheit einher. Die verschiedenen Zauber und Wunder reichen von der magischen Entstehung eines Waldes über Feuerbälle bis hin zur Heilung von allen Lebewesen in einem Bereich. Der Spieler wirkt jegliche Aktion rein durch das „Zeichnen“ spezieller Symbole direkt auf die Spielwelt. Bei Black & White 2 wird somit ein großer Teil des Spiels über eine solche Gestensteuerung abgehandelt.
Ein weiterer sehr wichtiger Aspekt ist die Aufzucht und das Training einer selbst gewählten Kreatur. Die Kreatur ist hierbei ein übergroßes Tier, wie z. B. ein Affe, welche überwiegend autark in der Welt agiert und nur selten durch den Spieler mit direkten Anweisungen gesteuert wird. Durch Lob oder Bestrafung kann der Spieler seine Kreatur zu gewünschten Verhaltensweisen erziehen, etwa Getreidefelder mit dem eigenen Kot zu düngen, Bäume als Hanteln zum Krafttraining zu verwenden, oder auch das Töten von Menschen als Tabu zu betrachten und dies zu unterlassen. Auch Zaubersprüche können durch mehrmalige Präsentation in der unmittelbaren Nähe der Kreatur durch diese erlernt werden.
Die Kreatur kann in jeweils einen von fünf Modi versetzt werden, deren Effekte durch Tribut verbessert werden können:
- Freier Wille: Die Kreatur agiert nach dem erlernten Verhaltensmuster und bewegt sich selbständig durch die Welt.
- Alleinunterhalter: Sie unterhält die Menschen in seiner Umgebung. Dies steigert die Zufriedenheit der Bewohner.
- Sammler: Sie sammelt Erz, Getreide und Holz in ihrem Bewegungsradius und lagert es in einem Lagerhaus des Spielers.
- Baumeister: Wenn ein Spieler ein Gebäude im Bewegungsradius der Kreatur platziert, sammelt die Kreatur Rohstoffe und baut damit das Gebäude. Dieser Vorgang ist deutlich schneller, als wenn Bewohner allein das Gebäude errichten. Der Spieler kann als Gott ebenso die Gebäudeerrichtung unterstützen, jedoch verbraucht er im Gegensatz zur Kreatur dafür zusätzliche Rohstoffe.
- Soldat: Sie greift feindliche Armeen und Mauern in ihrem Bewegungsradius an.

Durch beständiges Füttern und Training wird die Kreatur auf Dauer immer stärker und somit effektiver in der Auseinandersetzung mit feindlichen Armeen sowie den Kreaturen anderer Götter.

## Rezeption
Black & White 2 böte eine intuitive Steuerung, die jedoch gleichzeitig schwer zu meistern sei. Die Interaktion mit der Kreatur sei im Vorgänger deutlich verbessert. Der Echtzeitstrategieanteil sei misslungen. Die Missionen seien trotz spielerischer Freiheit wenig abwechslungsreich. Trotz dreijähriger Entwicklungsdauer sei das Spiel nur mittelmäßig. Die Kulisse und Musikuntermalung sei idyllisch. Dem Spieler werden viele Möglichkeiten geboten. Das Micromanagement bleibe oftmals ohne Konsequenz und sei beim Rohstofftransport nur mühsam. Die Steuerung wirke unausgereift. Das Aufbauspiel sei optisch gut umgesetzt. Zahlreiche Wegfindungsprobleme trüben jedoch den Spielspaß. Der Computergegner stelle keine Herausforderung dar. Aufgrund von Rohstoffengpässen und nervigen Minispielen zögen sich die Missionen unnötig in die Länge. Dennoch bleibt der Umfang gering. Ein freier Spielmodus fehle ebenso wie ein Mehrspielermodus. Die künstliche Intelligenz der Kreatur mache diese deutlich eigenständiger und die Erziehung erfolge deutlich zielgerichteter als im Vorgänger. Die Balance sei unausgeglichen, da es als böser Gott deutlich einfacher sei den Gegenspieler zu besiegen.

## Battle of the Gods
Black & White 2: Battle of the Gods ist ein 2006 erschienenes Add-on für Black & White 2. Es führt die Geschichte der Azteken fort und liefert neue Tiere, Gebäude und Zauber. Man spielt erneut den Gott der Griechen.

### Handlung
Zunächst muss man sich entscheiden, ob man ein guter, böser oder ausgeglichener Gott sein möchte. Danach wählt man eine neue Kreatur oder importiert eine aus einem Spielstand von Black & White 2.
Nach dem Gebet des Azteken schlägt ein böser Gott als Meteor in einem Tempel ein, woraufhin die Toten zum Leben erwachen. Die Insel der Japaner ist das erste Ziel des neuen Gottes, sie muss vom Spieler wieder zurückerobert werden. Hat man die Insel friedlich oder militärisch wieder eingenommen, macht sich der Gott der Azteken in das Land der Wikinger auf. Nachdem auch diese Insel wieder befreit wurde, gelangt man in das Land der Griechen. Erst nachdem dieses geeint wurde, verschwindet der böse Gott.
Man kann danach als Bonus noch eine weitere Insel besuchen, in der man den Azteken vor allem militärisch entgegentritt.

### Spielprinzip
Der böse Gott greift aktiv in die Welt ein und schleudert Zauber auf die vom Spieler kontrollierten Städte. Die Kreatur des Gottes ist ein untoter Affe.